# Synodus lucioceps
Anoli californien
Espèce
Statut de conservation UICN

 LC 24 mai 2007 : Préoccupation mineure
Synonymes
- Saurus lucioceps Ayres, 1855

Synodus lucioceps, l’Anoli californien, est une espèce de poissons de la famille des Synodontidae.

## Systématique
L'espèce Synodus lucioceps a été décrite pour la première fois en 1855 par William Orville Ayres.

### Synonymie
Selon FishBase (01 avril 2023) :
- Saurus lucioceps Ayres, 1855

## Distribution
Cette espèce se croise au large des côtes de la Californie à des profondeurs comprises entre 1 et 230 m.

## Description
Synodus lucioceps peut mesurer jusqu'à 64 cm, mais sa taille moyenne se situe aux alentours des 30 cm.
Synodus lucioceps chasse en enfouissant son corps dans les sédiments et en capturant les proies qui passent à proximité.

## Étymologie
Son épithète spécifique, lucioceps, vient de lucius « piquant » et ceps « tête ».

## Comportement

### Prédateurs
Synodus lucioceps est la proie de certains mammifères marins tels que l'Otarie de Californie et l'Otarie des Galápagos, ainsi que de poissons plus gros comme les espadons.

### Parasites
Synodus lucioceps est l'hôte de plusieurs endoparasites comme Anantrum histocephalum, et est sujet à l'ectoparasitisme de plusieurs copépodes et des monogènes

## Publication originale
- (en) W.A. Ayres, « Descriptions of new species of Californian fishes in A number of short notices read before the Society at several meetings in 1855 », Proceedings of the California Academy of Sciences, San Francisco, 1re série, vol. 1, no 1,‎ 6 août 1855, p. 66-67 (ISSN 0068-547X, lire en ligne, consulté le 1er avril 2023).